# Famille de Gauthier (Dauphiné)
 (avril 2025).
Motif : Notoriété non démontrée, défaut de références centrées.
- Archive Wikiwix
- Bing
- Cairn
- DuckDuckGo
- E. Universalis
- Gallica
- Google
- G. Books
- G. News
- G. Scholar
- Persée
- Qwant
- (zh) Baidu
- (ru) Yandex
- (wd) trouver des œuvres sur Wikidata

| 1. | Préciser le motif de la pose du bandeau. | Précisez le motif de la pose du bandeau en utilisant la syntaxe suivante : {{admissibilité à vérifier\|date=juin 2025\|motif=remplacez ce texte par le motif}}                                      |
| 2. | Informer les utilisateurs concernés.     | Pensez à avertir le créateur de l'article, par exemple, en insérant le code ci-dessous sur sa page de discussion : {{subst:avertissement admissibilité à vérifier\|Famille de Gauthier (Dauphiné)}} |

La famille de Gauthier, olim Gauthier  est une ancienne famille bourgeoise d'origine champsaurine, anoblie au XVIIIe siècle et éteinte au XIXe siècle. 

## Personnalités
Principales personnalités : 
- Pierre, prévôt du chapitre de Gap en 1286,
- Gaspard, juge de Gap, lieutenant particulier au baillage en 1574,
- Eynard, docteur en droit, juge ordinaire de Gap pour l'évêque et seigneur Gabriel de Clermont,
- Jean, fermier général de la Commanderie de Saint-Jean de Jérusalem de Gap en 1675,
- Jean, consul de Gap en 1760, procureur et conseiller du Roi,
- Antoine de Gauthier, seigneur du Poët en 1775,
- Henri-Joseph de Gauthier du Poët, trésorier-general des Etats de Provence, anoblie par lettres patentes  le 24 avril 1724, émigré en 1792,
- Théodore Gautier, auteur d'une Histoire de la Ville de Gap et du gapençais en 1909, secrétaire général du Département des Hautes-Alpes.

## Titres
- Baron du Poët en 1755[3]

## Armes
| Image | Armoiries                                                                      |
| ----- | ------------------------------------------------------------------------------ |
|       | Armes: D'azur au lion d'argent; au chef d'or chargé de trois roses de gueules. |

## Alliances notables
- Dauphiné : d'Abon, Olphi dit Galhard, de Bernard, Olier de Montjeu, de Revillasc, de Roux, de Bonne, de Chevalier, de Rivoire, etc.